# Theridula faceta
Theridula faceta är en spindelart som först beskrevs av O. Pickard-Cambridge 1894.  Theridula faceta ingår i släktet Theridula och familjen klotspindlar. Inga underarter finns listade i Catalogue of Life.